# Ганди (Флорида)
Ганди (енгл. Gandy) град је у америчкој савезној држави Флорида.

## Демографија
По попису из 2000. године број становника је 2.031.
| Група             | 2000.         | 2010.    |
| Белци             | 1.804 (88,8%) | 0 (0,0%) |
| Афроамериканци    | 58 (2,9%)     | 0 (0,0%) |
| Азијати           | 48 (2,4%)     | 0 (0,0%) |
| Хиспаноамериканци | 77 (3,8%)     | 0 (0,0%) |
| Укупно            | 2.031         | 0        |